# Peterborough stift
Peterborough stift (engelska: Diocese of Peterborough) är ett stift i Canterbury kyrkoprovins inom Engelska kyrkan. Stiftet omfattar grevskapen Northamptonshire och Rutland samt merparten av området i och runt staden Peterborough. Domkyrka och biskopssäte är Katedralen i Peterborough.

## Historik
Stiftet bildades i samband med den engelska reformationen. Det var ett av sex nya stift som grundades av Henrik VIII av England. Genom att det dåvarande klostret Peterborough Abbey blev till katedral och abboten vigdes till biskop kunde kungen skapa ett katedralkapitel med tillhörande kaniker. Klosterkyrkan räddades därmed från att förstöras under det som kommit att kallas Klosterupplösningen.

## Geografisk utsträckning
Peterborough stift omfattar hela grevskapen Northamptonshire och Rutland samt the Soke of Peterborough, ett område som består av staden Peterborough norr om floden Nene. Stadsdelen Thorney och andra områden söder om Nene tillhör i stället Ely stift. För att underlätta hanteringen har biskopen i Ely sedan 2011 utsett biskopen av Peterborough till sin assisterande biskop i Ely, och genom överenskommelse mellan de båda talar nu biskopen av Peterborough för Engelska kyrkan i alla frågor som avser Peterboroughområdet på båda sidor om floden.
Stiftet omfattade ursprungligen grevskapet Leicestershire, men i november 1926 bröts området ut och bildade Leicester stift.

## Organisation

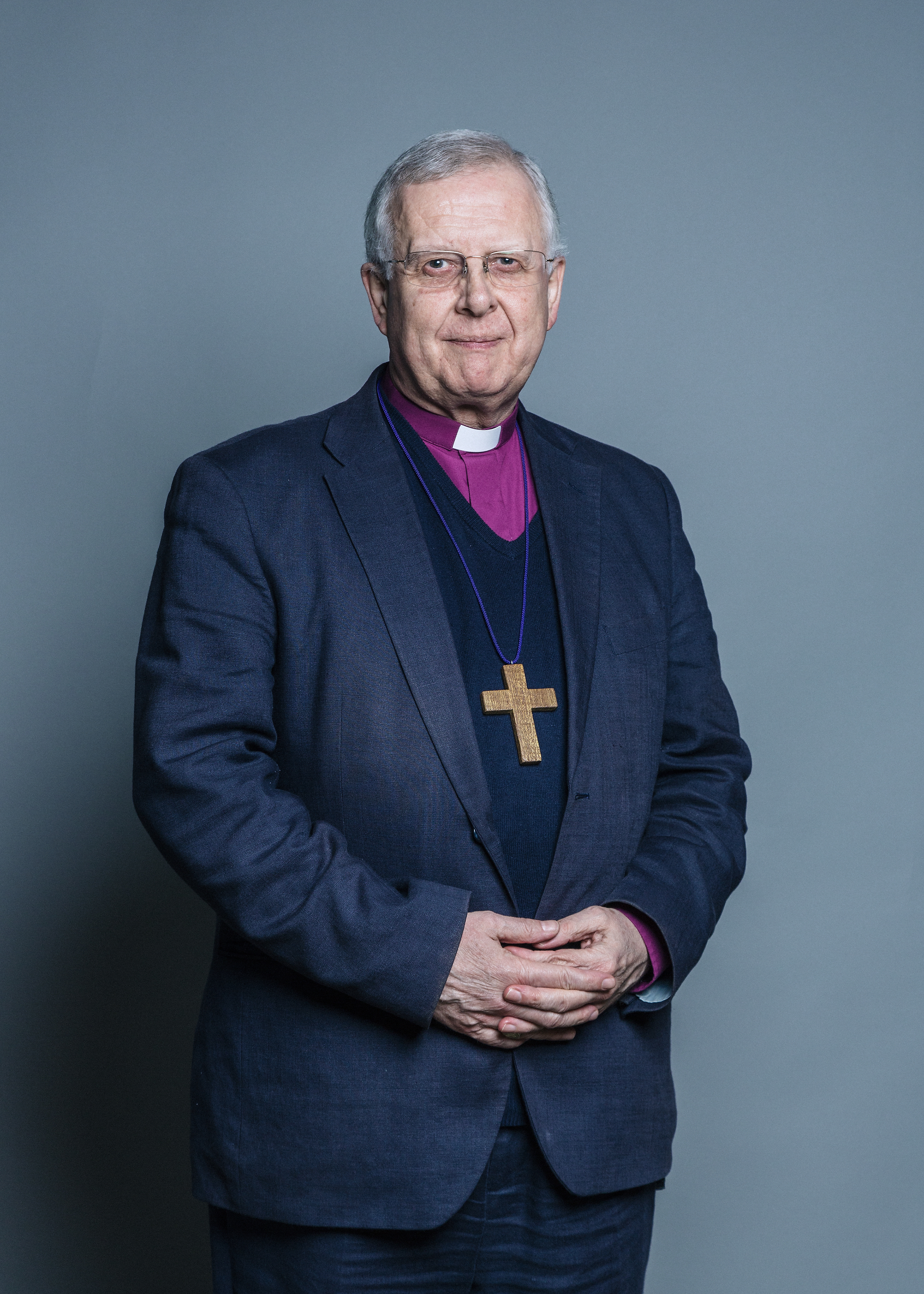
Den avgående biskopen av Peterborough, Donald Allister.

### Biskopar
Debbie Sellin är utsedd som den 39:e biskopen av Peterborough, och förväntas installeras i ämbetet i början av 2024. Hon biskopsvigdes 2019 för tjänst som biskop av Southampton, en suffraganbiskop i Winchester stift, där hon också tjänstgjort som tillförordnad biskop.. Hon efterträder då Donald Allister, som bland var verksam i det utskott av generalsynoden som tog fram lagförslaget om biskopsvigning av kvinnor.
Det finns en suffraganbiskop i stiftet, biskopen av Brixworth. Stiftet använder sig inte av biskopsområden, utan suffraganbiskopen fullgör ett antal av biskopens ordinarie uppgifter.
Församlingar som motsätter sig kvinnliga präster och biskopar kan ansöka om alternativ biskopstillsyn av biskopen av Richborough.

### Ärkediakonat
Peterborough stift är indelat i två ärkediakonat, som i sin tur är indelade i sex dekanat. Uppdraget innebär att under biskopens ledning ansvara för att visitera församlingar, övervaka det demokratiska arbetet i kyrkoråd och stiftssynod, stödja och ha tillsyn över präster och diakoner samt fullfölja biskopens ansvar vad gäller kyrkobyggnader och övriga fastigheter.
Northamptons ärkediakonat omfattar områden i grevskapet Northamptonshire. Ärkediakonen har kontor i Northampton.
Oakhams ärkediakonat omfattar grevskapet Rutland, delar av Northamptonshire och Peterborough. Ärkediakonen har kontor i Peterborough.

### Indelning
| ärkediakonat (Archdeaconries) | Dekanat (Deaneries) |
| ----------------------------- | ------------------- |
| Archdeaconry of Northampton   | Brackley            |
| Archdeaconry of Northampton   | Brixworth           |
| Archdeaconry of Northampton   | Daventry            |
| Archdeaconry of Northampton   | Greater Northampton |
| Archdeaconry of Northampton   | Towcester           |
| Archdeaconry of Northampton   | Wellingborough.     |
| Archdeaconry of Oakham        | Corby               |
| Archdeaconry of Oakham        | Higham              |
| Archdeaconry of Oakham        | Kettering           |
| Archdeaconry of Oakham        | Oundle              |
| Archdeaconry of Oakham        | Peterborough        |
| Archdeaconry of Oakham        | Rutland             |

### Stiftssynod
I Engelska kyrkan är det biskopen som styr stiftet, med råd och samtycke av representanter för stiftets präster och lekmän, samlade i stiftssynoden (eng. Diocesan Synod).
Synoden diskuterar de ärenden som rör stiftet eller som biskopen eller Generalsynoden lägger fram. Det är också stiftssynoden som tar emot den ekonomiska redovisningen för stiftets ekonomiska förvaltning. Däremot kan stiftssynoden inte formulera kyrkans tro eller lära, det ansvaret vilar på Generalsynoden.

### Biskopens råd
Stiftets ekonomi hanteras genom en separat juridisk person, Peterborough Diocesan Board of Finance. Det är biskoparna, ärkediakonerna, stiftssekreteraren samt direktorerna för utbildning, Barn & Ungdom, Mission & Utveckling och Prästkandidater som utövar den dagliga ledningen.
Styrelse för Peterborough Diocesan Board of Finance är biskopens råd, The Bishop’s Council. Biskopen av Peterborough är rådets ordförande. Rådet väljs så att lekmän och prästerskap är någorlunda jämnt representerade, och spridda över ärkediakonaten. Totalt deltar ca 25 ledamöter.

### Skolstyrelsen
Stiftets skolstyrelsen driver och har tillsyn över ett drygt 100-tal låg- och mellanstadieskolor.